# Lysimachia glutinosa
Lysimachia glutinosa är en viveväxtart som beskrevs av Joseph Rock. Lysimachia glutinosa ingår i släktet lysingar, och familjen viveväxter. Inga underarter finns listade i Catalogue of Life.

## Bildgalleri

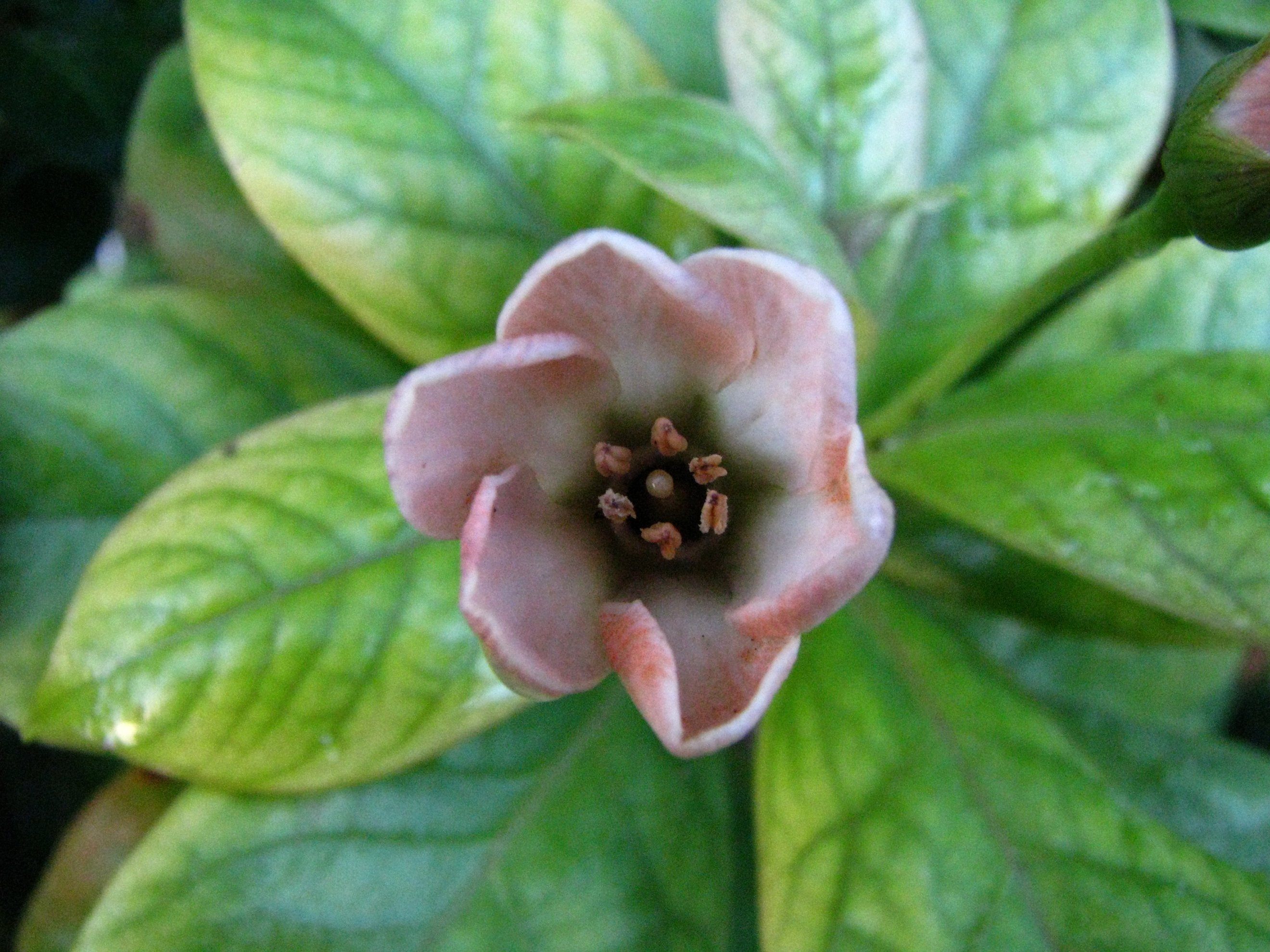
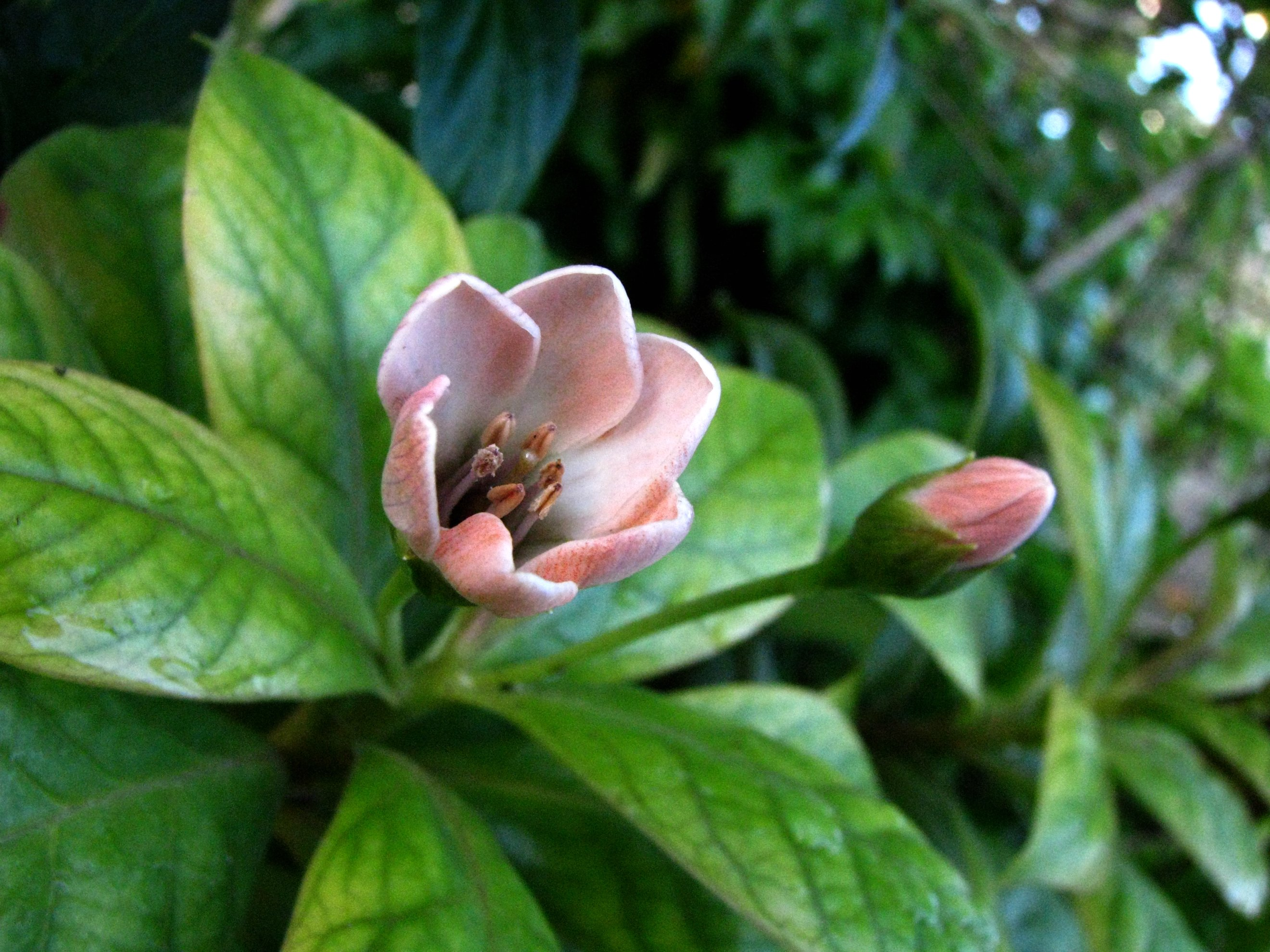
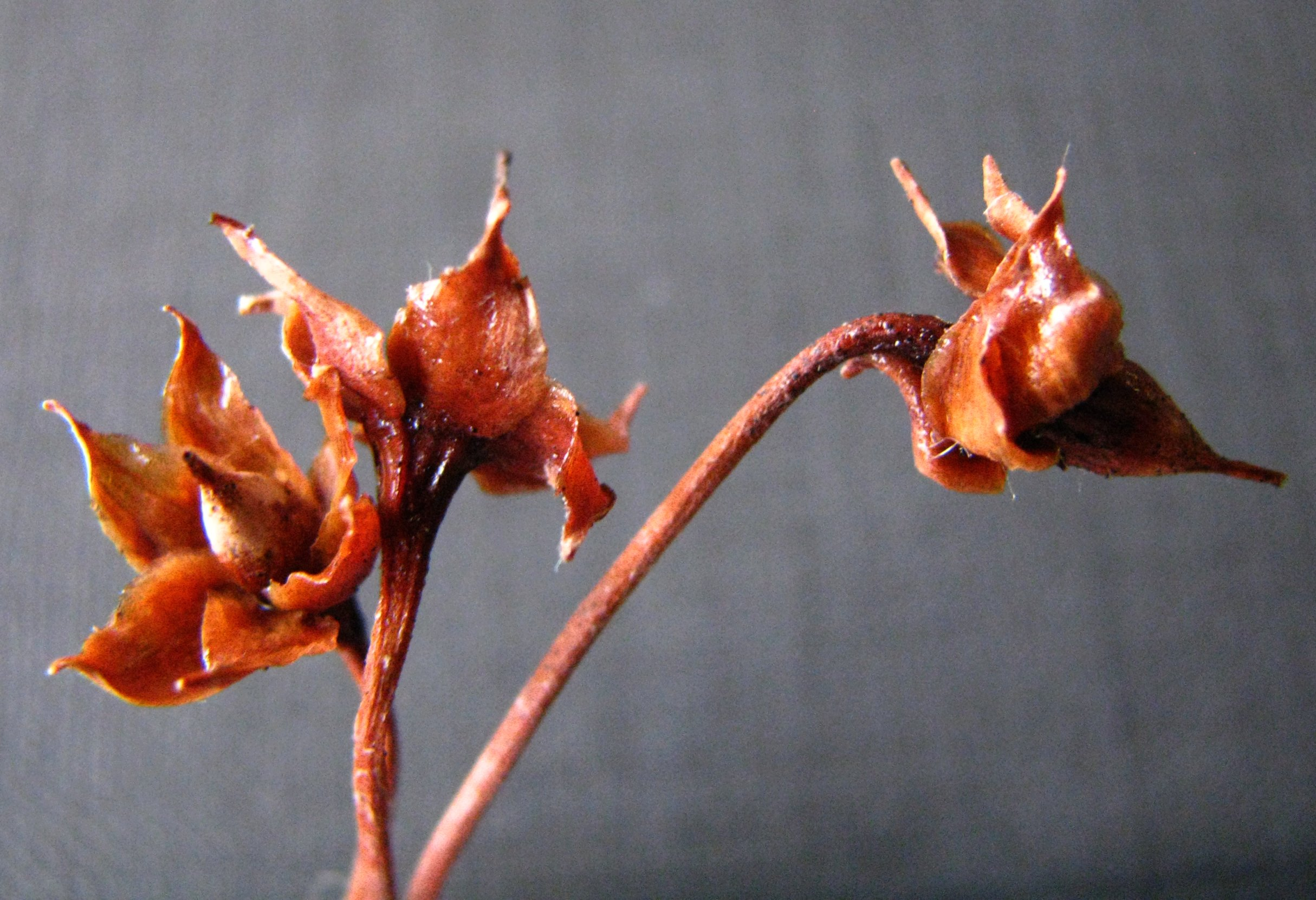
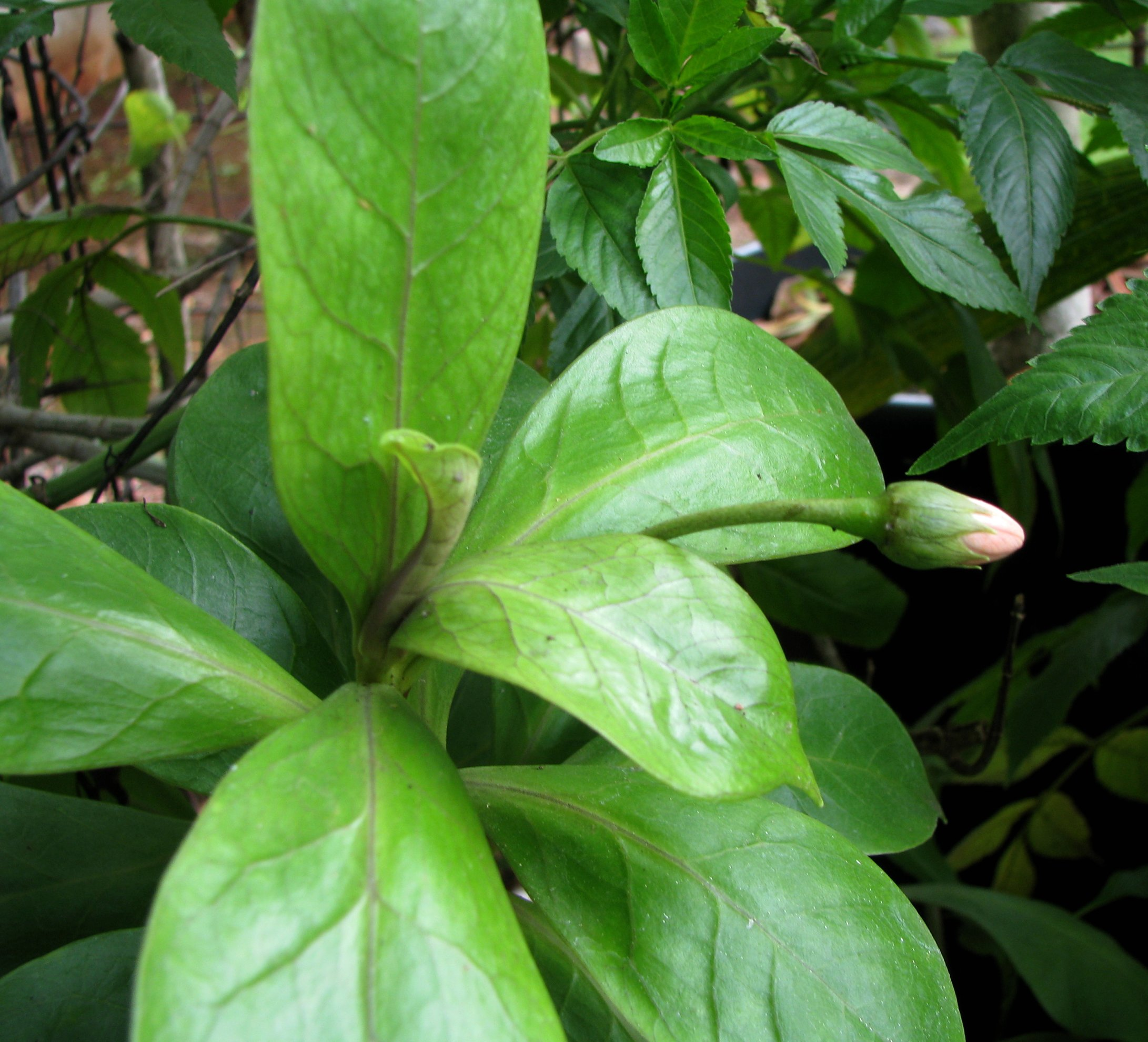
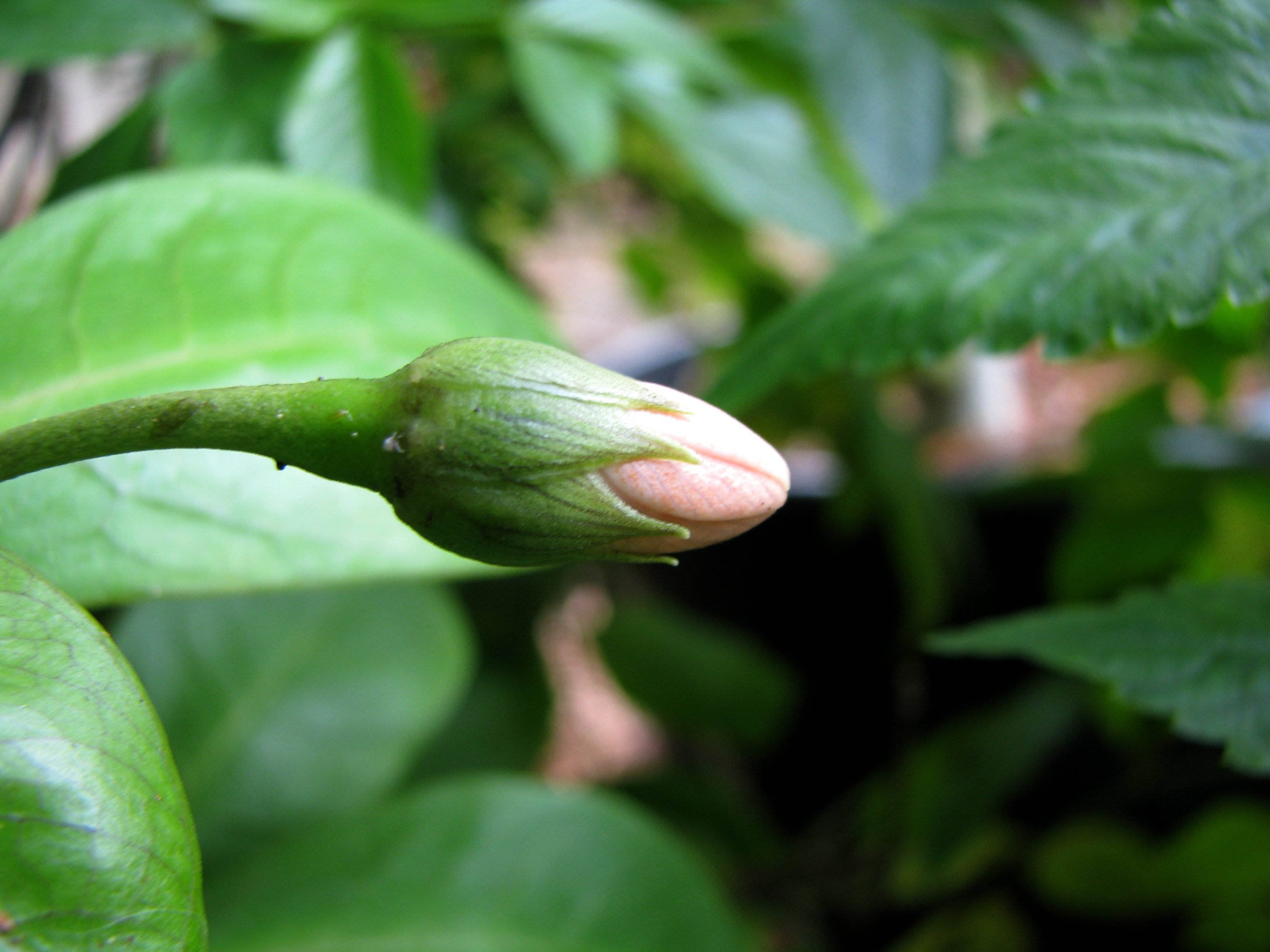